# Нове (Вознесенський район)
Нове́ —  село в Україні, у Прибужанівській сільській громаді Вознесенського району Миколаївської області. Населення становить 184 осіб. До 2016 року орган місцевого самоврядування — Новосілківська сільська рада.